# برايان كوركوران
برايان كوركوران (بالإنجليزية: Brian Corcoran)‏ هو لاعب كرة القدم الغالية أيرلندي، ولد في 23 مارس 1973 في Glounthaune ‏ في جمهورية أيرلندا.